# Polsk dans

Polsk dans, tyska Pohlnische Tantz, är en danssvit med ursprung från Polen. Denna började dansas på 1500-talet vid de kungliga hoven kring östersjöländerna och spreds sedan därifrån. Sviten bestod ursprungligen av en fördans - den gångna dansen - i jämn takt och en efterdans - den sprungna dansen - i tretakt, men försågs senare med ytterligare en efterdans i tretakt. I denna tredelade form omnämns den vanligen från 1600-talet som danssviten "Dans - Proportion - Serra" eller någon variant av den mera fullständiga namnformen "polnische dantz - proportio tripla - serra i kleba".
Typiska rytmmönster:
|  | \|               | - Dans       |
|  | \|               | - Proportion |
|  | \| , \| \| m.fl. | - Serra      |

I Sverige avlöstes denna tredelade dans i början av 1700-talet av en ny varianten av den polska dansen - polonesse. Denna var nu en fristående dans men dansades till att börja med ofta tillsammans med menuett. Den polska dansen försvann då helt i Sverige som tredelad svit, men svitens olika delar levde kvar som fristående danser i en mängd lokala folkliga omtolkningar; som mängder av former av polska och i Norge gangar och springar, den gångna fördansen och den sprungna efterdansen, etc.
På danska Jyllands västkust finns en danstyp som kallades "Pohlsk dans" i notböckerna. Dessa går alla i 2/4-takt och många av dem spelas och dansas fortfarande i obruten tradition sedan 1700-talet på den lilla ön Fanö utanför Jyllands sydkust, men nu under namnet sönderhoning. 
Dansen, som mycket påminner om svensk polska, dansas i tretakt fast musiken utförs i tvåtakt.
Ursprunget till dessa melodier är oklart men namnet antyder att detta också kan vara en rest från den tredelade polskesviten.